# Loren Legarda
Lorna Regina Bautista Legarda, meglio nota come Loren Legarda (Malabon, 28 gennaio 1960), è una politica, ambientalista e giornalista filippina.
Ha iniziato la sua carriera nel mondo del giornalismo, lavorando per reti televisive come GMA Network ed ABS-CBN. Su consiglio di Fidel V. Ramos, ha fatto il suo ingresso in politica nel 1998, venendo eletta nel Senato delle Filippine dopo essersi classificata prima alle elezioni parlamentari. Tra il 2001 ed il 2004 è stata leader della maggioranza nella camera alta. Si è candidata per la carica di Vicepresidente in due occasioni, senza però successo: prima nelle elezioni del 2004 in tandem con l'attore Fernando Poe Jr., poi nelle elezioni del 2010 con il senatore Manny Villar.
Nel 2007 si è classificata nuovamente prima alle elezioni per il Senato, divenendo la prima donna nel paese a riuscirci in due occasioni. Ambientalista convinta, è divenuta nota per l'impegno in numerose iniziative per la promozione dell'educazione ambientale e del marketing verde nell'arcipelago. Secondo dati trapelati da WikiLeaks, è inclusa tra le cinque donne più influenti nelle Filippine.

## Biografia
Lorna Regina Bautista Legarda è nata il 28 gennaio 1960 a Malabon, figlia unica di Antonio Cabrera Legarda e Bessie Gella Bautista. Il suo nonno materno era Jose P. Bautista, redattore del quotidiano The Manila Times durante gli anni precedenti alla legge marziale. Durante la sua adolescenza, la Legarda ha svolto l'occupazione di modella.
Ha frequentato il l'Assumption College San Lorenzo di Makati, diplomandosi con menzione valedictorian. Si è iscritta quindi all'Università delle Filippine, dove ha ottenuto un Bachelor of Arts con valutazione cum laude.